# IPQ
IPQ je tričrkovna kratica za Informacijski portal za kakovost Arhivirano 2007-01-25 na Wayback Machine. (angleško Informational portal for quality). Prva slovenska spletna stran s celovito ponudbo člankov, dogodkov in literature na temo kakovosti (ISO, BSC, Okolje, OHSAS, človeški viri,...).
IPQ je so izdelali sodelavci Centra za informacijske tehnologije.